# Сім'я Еос
Сім'я Еос — досить велика сім'я астероїдів головного поясу. Усі астероїди цієї сім'ї рухаються подібними орбітами, що є проявом їхнього спільного походження у катастрофічному зіткненні двох великих астероїдів. Сім'я отримала назву на честь астероїда 221 Еос, одного з найбільших астероїдів даної сім'ї.

## Відкриття
У 1918 році, коли японський астроном Кієцуґу Хіраяма навчався в Єльському університеті, він почав вивчати закономірності руху астероїдів. Провівши аналіз руху великої кількості астероїдів з урахуванням їхнього ексцентриситету та нахилу орбіт, він виявив, що деякі астероїди рухаються групами. У тому ж 1918 році він описав п'ять таких груп і, серед них, групу Еос, до якої він включив 19 астероїдів. Відтоді кількість членів цієї сім'ї безперервно зростала, досягнувши 289 астероїдів станом на 1993 рік.

## Орбіти
На даний час виявлено понад 4400 членів цієї сім'ї. Внутрішня межа сім'ї проходить на відстані 2,99 а. о., що відповідає орбітальному резонансу з Юпітером 7/3, а зовнішня на відстані 3,03 а. о., що відповідає резонансу 9/4.
|     | a p       | e p  | i p |
| --- | --------- | ---- | --- |
| min | 2,99 a.о. | 0,01 | 8°  |
| max | 3,03 a.о. | 0,13 | 12° |

Більшість астероїдів знаходяться поблизу зовнішньої межі сім'ї і лише деякі зустрічаються на ближчих до Сонця орбітах. Розподіл астероїдів за розміром вказує на те, що вік сім'ї не перевищує 1-2 млрд років.

## Утворення
Хіраяма припустив, що сім'я астероїдів утворилися в результаті зіткнення з батьківського астероїда з іншим великим астероїдом і руйнування цього астероїда на окремі невеликі астероїди-фрагменти. Таке пояснення і сьогодні дуже популярне в астрономічній спільноті. Дослідження астероїдів сім'я Еос показало, що ці астероїди мають близькі спектральні показники, що вкотре підтверджує правоту цієї теорії. До того ж, судячи з цих спектрів, до своєї руйнації батьківський астероїд міг зазнати часткового розплавлення та диференціації надр, що свідчить про досить великий розмір цього астероїда. Тобто до розпаду частина більш важких елементів перемістилася ближче до ядра, а після поряд зі звичайними астероїдами з порівняно малою щільністю, що утворилися з поверхневих шарів, близької до ядра зони могли утворитися і щільніші астероїди. Але точніше вивчення цих астероїдів важко, так протягом мільярдів років свого існування вони піддавалися процесам космічного вивітрювання.
Спектроскопічні дослідження показують, що астероїди цієї сім'ї належать до спектрального класу S. Проте дослідження Еос та деяких інших астероїдів сім'ї в інфрачервоному спектрі показали певні відмінності у складі цих астероїдів класу S. У результаті деякі астероїди сім'ї були віднесені до класу астероїдів K. Якщо судити за знайденими на Землі метеоритами, ці астероїди можуть бути пов'язані з хондритами типу CO3 чи CV3, але не з типом ОС. Об'єкти, що рухаються орбітами, подібними до орбіт сім'ї, але відрізняються за спектром, не можуть бути членами сім'ї.
Періоди обертання окремих астероїдів часом дуже відрізняються один від одного — це результат взаємних зіткнень між ними. Передбачається, що астероїди спочатку мали зберегти певну «пам'ять» про швидкість обертання батьківського тіла. Виходячи з цього припущення, його швидкість обертання повинна була становити від однієї до трьох діб. Еволюційні моделі, засновані на швидкості обертання окремих астероїдів сім'ї, дають найбільш ймовірну оцінку віку даної сім'ї в 1,1 млрд років. Чисельне моделювання дозволило припустити ймовірну схему цього зіткнення: батьківське тіло діаметром близько 240 км зіштовхнулось з тілом вдесятеро меншого розміру, що рухалось у площині екліптики.
Не всі фрагменти батьківського астероїда залишилися у межах сім'ї. Спектроскопічні дослідження показали, що деякі з них можна зустріти на резонансній з Юпітером орбіті 9/4. Ці астероїди є відносно молодими в порівнянні з іншими астероїдами сім'ї і, ймовірно, утворилися внаслідок вторинних зіткнень між його членами.

## Найбільші астероїди сім'ї
| Ім'я          | Діаметр   | Велика піввісь | Нахилення орбіти | Ексцентриситет орбіти | Рік відкриття |
| ------------- | --------- | -------------- | ---------------- | --------------------- | ------------- |
| 221 Еос       | 103,87 км | 3,014 а. о.    | 10,886°          | 0,105                 | 1882          |
| 339 Доротея   | 38,25 км  | 3,014 а. о.    | 9,930°           | 0,095                 | 1892          |
| 450 Брігітта  | 33,32 км  | 3,014 а. о.    | 10,157°          | 0,100                 | 1899          |
| 513 Центезіма | 50,15 км  | 3,016 а. о.    | 9,715°           | 0,080                 | 1903          |
| 562 Саломія   | 30,67 км  | 3,020 а. о.    | 11,125°          | 0,095                 | 1905          |
| 633 Целіма    | 34,37 км  | 3,018 а. о.    | 10,916°          | 0,086                 | 1907          |
| 639 Латона    | 71,25 км  | 3,019 а. о.    | 8,574°           | 0,103                 | 1907          |
| 651 Антиклея  | 33,04 км  | 3,024 а. о.    | 10,770°          | 0,098                 | 1907          |
| 653 Береніка  | 39,22 км  | 3,013 а. о.    | 11,287°          | 0,044                 | 1907          |
| 661 Клоелія   | 48,05 км  | 3,023 а. о.    | 9,252°           | 0,033                 | 1908          |
| 669 Кіпрія    | 31,75 км  | 3,012 а. о.    | 10,782°          | 0,081                 | 1908          |
| 742 Едісона   | 45,60 км  | 3,013 а. о.    | 11,211°          | 0,120                 | 1913          |
| 807 Сераскія  | 26,24 км  | 3,016 а. о.    | 11,305°          | 0,067                 | 1915          |
| 876 Скотт     | 21,88 км  | 3,012 а. о.    | 11,331°          | 0,109                 | 1917          |
| 890 Вальтраут | 27,33 км  | 3,025 а. о.    | 10,874°          | 0,057                 | 1918          |